# Falešići
Falešići är en ort i Bosnien och Hercegovina.   Den ligger i entiteten Federationen Bosnien och Hercegovina, i den centrala delen av landet, 90 km norr om huvudstaden Sarajevo. Falešići ligger 356 meter över havet och antalet invånare är 535.
Terrängen runt Falešići är huvudsakligen kuperad, men den allra närmaste omgivningen är platt.Runt Falešići är det ganska tätbefolkat, med 93 invånare per kvadratkilometer.. Närmaste större samhälle är Gračanica, 10,0 km väster om Falešići. 
Omgivningarna runt Falešići är en mosaik av jordbruksmark och naturlig växtlighet.